# Brandon Starc
Brandon Starc (* 24. November 1993 in Baulkham Hills) ist ein australischer Leichtathlet, der sich auf den Hochsprung spezialisiert hat und in dieser Disziplin Inhaber des Ozeanienrekordes ist. Seinen größten Erfolg feierte er mit dem Gewinn der Goldmedaille bei den Commonwealth Games 2018 in Gold Coast. 

## Sportliche Laufbahn
Erste internationale Erfahrungen sammelte Brandon Starc bei den 2010 erstmals ausgetragenen Olympischen Jugendspielen in Singapur, bei denen er mit 2,19 m die Silbermedaille gewann. 2012 qualifizierte er sich für die Juniorenweltmeisterschaften in Barcelona, bei denen er mit 2,17 m den sechsten Platz belegte. 2013 nahm er an den Weltmeisterschaften in Moskau teil, bei denen er mit 2,17 m in der Qualifikation ausschied. 2014 nahm er zum ersten Mal an den Commonwealth Games in Glasgow teil und wurde dort mit 2,21 m Achter. Ein Jahr später qualifizierte er sich erneut für die Weltmeisterschaften in Peking, wobei er in der Qualifikation seine persönliche Bestleistung von 2,31 m aufstellte. Im Finale übersprang er lediglich 2,25 m und belegte damit Rang zwölf.
2016 erfolgte die Teilnahme an den Olympischen Sommerspielen in Rio de Janeiro, bei denen er im Finale mit 2,20 m den 15. Rang erreichte. 2018 nahm er erneut an den Commonwealth Games im australischen Gold Coast teil und gewann dort mit neuer Bestleistung von 2,32 m die Goldmedaille vor dem Bahamaier Jamal Wilson. Am 26. August gewann er das internationale Hochsprung-Meeting in Eberstadt mit persönlicher Bestleistung und Einstellung des nationalen Rekordes von 2,36 m. Anschließend siegte er mit 2,33 m beim Memorial van Damme und wurde beim Continentalcup in Ostrava mit 2,30 m Zweiter. 2019 gewann er bei den Ozeanienmeisterschaften in Townsville mit 2,22 m die Silbermedaille hinter dem Neuseeländer Hamish Kerr und siegte anschließend mit 2,30 m beim Müller Grand Prix in Birmingham und wurde bei Weltklasse Zürich mit 2,30 m Zweiter. Daraufhin gelangte er bei den Weltmeisterschaften in Doha bis ins Finale und belegte dort mit 2,30 m den sechsten Platz. 2020 siegte er mit 2,30 m beim Sydney Track Classic und im Jahr darauf siegte er mit 2,29 m beim Queensland Track Classic. Bei der Golden Gala Pietro Mennea wurde er mit 2,33 m Zweiter und anschließend erreichte er bei den Olympischen Spielen in Tokio das Finale, in dem er sich mit übersprungenen 2,35 m auf dem fünften Platz klassierte.
2022 siegte er mit 2,26 m beim Meeting Madrid und gewann anschließend bei den Commonwealth Games in Birmingham mit übersprungenen 2,25 m die Silbermedaille hinter dem Neuseeländer Hamish Kerr. Im Jahr darauf belegte er bei den Weltmeisterschaften in Budapest mit 2,25 m im Finale den achten Platz. 2024 verpasste er bei den Olympischen Sommerspielen in Paris mit 2,24 m den Finaleinzug.
In den Jahren 2013 und 2015 sowie 2018 und 2021 wurde Starc australischer Meister im Hochsprung.
Sein älterer Bruder, Mitchell Starc, spielt in der australischen Cricket-Nationalmannschaft.